# Hedme Castro
Hedme Fátima Castro Vargas (* 22. November 1959 in Choluteca, Honduras) ist eine honduranische Menschenrechtsverteidigerin und Koordinatorin der Menschenrechtsorganisation ACI Participa, die sich für die Menschenrechte, sowie bürgerliche und politische Rechte in Honduras einsetzt. Für ihre Arbeit als Menschenrechtsverteidigerin wurde sie wiederholt Opfer von Angriffen.

## Leben
Im Alter von 17 Jahren wurde Castro Grundschullehrerin. Von da an engagierte sie sich aktiv in den Lehrerbewegungen zur Verteidigung einer qualitativ hochwertigen öffentlichen Bildung, die unter anderem für eine Gesetzgebung zur Kodifizierung des beruflichen Status von Lehrern kämpften (Estatuto del Docente). Sie hat als Pädagogin auf allen Bildungsebenen gearbeitet. Sie hat an der National Pädagogischen Universität von Honduras gearbeitet.

## Aktivismus
Hedme Castro ist Generalkoordinator der Asociación para una Ciudadanía Participativa - ACI Participa, einer Organisation, die die Beteiligung der Bürger an der Entscheidungsfindung sowie die Kenntnis und Ausübung der bürgerlichen und politischen Rechte fördert. ACI Participa fordert auch die staatlichen Institutionen dazu auf, nach den Prinzipien der sozialen Gleichberechtigung zu handeln und ihre Ressourcen transparent zu verwalten. ACI Participa hat eine Einheit für den Schutz von Verteidigern und Verteidigern der Menschenrechte, die auf nationaler Ebene in den 18 Departements von Honduras arbeitet und verschiedene Menschenrechte verteidigt.
Für ihr politisches Engagement in Honduras wurde Castro systematisch verfolgt. Am 1. März 2017 wurde Castro auf dem Internationalen Flughafen Toncontín in Tegucigalpa festgenommen, als sie an einer vom UN-Menschenrechtsrat organisierten Veranstaltung und Treffen mit EU-Behörden in Brüssel teilnehmen wollte. Am 7. April 2017 wurde Castros Auto sabotiert. 
Am 8. September 2017 wurden Castro und drei weitere Menschenrechtsverteidiger, Ariel Díaz, Carlos del Cid und Tommy Morales, von Polizisten angegriffen und festgenommen, während sie Studenten unterstützten, die in der Universidad Nacional Autónoma de Honduras - UNAH (National Autonomous University of Honduras) in Tegucigalpa festgehalten wurden.
Seit ihrer Kindheit leidet Castro an Asthma, welches sich vermutlich aufgrund von Tränengas verschlimmert hat.